# Rekha Sharma
 (décembre 2023).
Si vous disposez d'ouvrages ou d'articles de référence ou si vous connaissez des sites web de qualité traitant du thème abordé ici, merci de compléter l'article en donnant les références utiles à sa vérifiabilité et en les liant à la section « Notes et références ».
Pour les articles homonymes, voir Sharma.
Rekha Shanti Sharma, dite Rekha Sharma, née le 1er janvier 1970 à Vancouver, en Colombie-Britannique, au (Canada), est une actrice canadienne.
Elle est surtout connue pour ses rôles dans des séries télévisées comme John Doe et Battlestar Galactica.

## Biographie

### Jeunesse
Rekha Sharma est née le 1er janvier 1970 à Vancouver, en Colombie-Britannique, au (Canada).

## Filmographie partielle
Sauf indication contraire, les informations mentionnées dans cette section peuvent être confirmées par la base de données cinématographiques IMDb,  présente dans la section « Liens externes ».

### Cinéma
- 2003 : Fusion de Jon Amiel : Danni
- 2005 : Edison de David J. Burke : le procureur
- 2007 : Whisper de Stewart Hendler : Mora
- 2007 : Aliens vs. Predator: Requiem de Greg et Colin Strause : Helen

### Télévision
- 2001-2002 : Dark Angel, 5 épisodes : Dr. Beverly Shankar
- 2002 :  La Treizième Dimension, 1 épisode : Kate Danvers
- 2002-2003 : John Doe, 15 épisodes : Stella
- 2002-2006 : Smallville, 7 épisodes : Dr. Harden
- 2004 : The L Word, 2 épisodes : Lori
- 2004 : Dr House, épisode pilote : Melanie Landon
- 2005 : Séduction criminelle (Ladies night) (TV) : responsable des comptes
- 2005-2006 : Da Vinci's City Hall, 10 épisodes : Constable Cindy Winters
- 2006-2009 : Battlestar Galactica, 31 épisodes : Tory Foster
- 2008 : Sanctuary (saison 1 épisode 11) Personnage : Amy Saunders
- 2009-2011 : V (saison 1 épisodes 2,5,8,10,11) (saison 2 épisodes 1,2,3) Personnage : Sarita Malik
- 2010 : Supernatural, (saison 5 épisodes 19) Personnage : Kali
- 2010 : Nikita, (saison 2 épisode 3) Personnage : Nisha Patel
- 2013 : Tasmanian Devils (TV) : Lisbon
- 2013 : Le Vrai Visage de mon mari de Farhad Mann (TV) : inspecteur Ruthers
- 2014-2015 : Les 100 - 9 épisodes (TV) : Dr Tsing
- 2017 : Star Trek: Discovery : commandeur Ellen Landry, chef de la sécurité
- 2019 : Née en captivité (The Past Never Dies) (TV) : la Détective Webb
- 2021 : Another Life : (saison 2) : Ursula Monroe
- 2021 : Yellowjackets
- 2022: The imperfects : Dominique Crain